# Syra Villalaín de Franconetti
Syra Mercedes Villalaín de Franconetti (Buenos Aires, 5 de septiembre de 1926-8 de febrero de 2023) fue una activista argentina de derechos humanos, madre de tres hijos y un yerno desaparecidos, integrante histórica de la Comisión Vesubio y Puente12.

## Biografía
Hija de Álvaro Villalaín, asturiano nacido en el pueblo de Arnao, Castrillón, España, quien emigró a la Argentina en el marco de la guerra de Marruecos y de Mercedes Joaquina Pacual, nacida en Murcia, España.
Vivió su infancia en el barrio de Flores de Buenos Aires, estudió en escuela pública, el secundario lo hizo en la Escuela de Comercio N° 2  "Dr. Antonio Bermejo" y al finalizar el ciclo se inscribió en la Universidad de Buenos Aires, donde cursó tres años de la carrera de Letras. De niña practicaba actividades deportivas y recreativas en un club vecinal que funcionaba en el Parque Chacabuco, allí compartió clases de gimnasia con Matilde Vara, quien durante la dictadura civil-militar, sería secuestrada y desaparecida, mientras realizaba actividades de solidaridad con los presos políticos.   

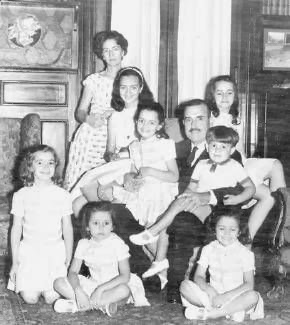
Syra con su esposo Eduardo Manuel Franconetti y los hijos-as: Adriana, María Teresa, Mercedes, Victoria, Gloria, Ana María y Eduardo Álvaro.

En 1948 se casó con Eduardo Manuel Franconetti, médico que atendía los pacientes del barrio en el consultorio de su casa en Floresta. Allí crecieron sus siete hijo-as. Adriana, María Teresa, Mercedes, Victoria, Gloria, Ana María y Eduardo Álvaro. 
En los años setenta, Syra tenía un puesto de artesanías en la Feria Artesanal de Plaza Francia, donde también ofrecía sus trabajos en batik su hija Ana María.
Desde la desaparición de sus hijo-as, Syra Villalain de Franconetti no ha dejado de trabajar por la Verdad, la Memoria y la Justicia. Su principal modo de hacerlo es la construcción de archivos de la represión clandestina para ser presentados en los juicios de lesa humanidad, y su espacio de participación ha sido desde siempre junto a lo-as ex detenidos desaparecido-as.  

## Secuestro y desaparición de sus hijo-as

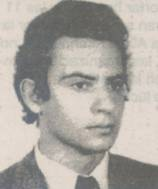
Eduardo Franconetti

Eduardo Álvaro Franconetti Villalaín nació el 4 de marzo de 1958, era el menor de los siete hermanos. Estudió en el Colegio Parroquial Iglesia Santa Julia “Monseñor Sabelli” y el colegio secundario lo cursó en el Colegio Nacional de Buenos Aires, el Nacional N°1 “Bernardino Rivadavia” y el Nacional N°3 “Mariano Moreno”. Militaba en la Unión de Estudiantes Secundarios (UES). En 1977 vivía con sus padres en Directorio 3399, preparaba el ingreso para la carrera de Musicología de la Universidad Católica Argentina (UCA) y estaba próximo a realizar el servicio militar obligatorio. Fue secuestrado el 17 de febrero de ese año, de la casa familiar, junto a su padre, en un operativo que invadió su hogar. Fueron llevados al Centro Clandestino de Detención Tortura y Exterminio (CCDTyE) “Club Atlético”, su padre fue liberado al día siguiente, después de haber presenciado las torturas a las que fue sometido su hijo y falleció al cabo de un mes. Eduardo Álvaro tenía 18 años y continúa desaparecido.

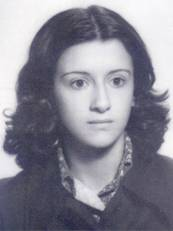
Ana María Franconetti

Ana María Franconetti Villalaín nació el 6 de octubre de 1956, era la menor de las hermanas. Hizo la primaria en la Escuela N°2 y el secundario en el Colegio Nacional Buenos Aires, el Liceo Nacional N°2 “Amancio Alcorta”, el Colegio Nacional N°1 “Bernardino Rivadavia” y el Liceo N°3 “José Manuel Estrada”. Hacía artesanías con la técnica del batik sobre tela y ofrecía sus trabajos en el puesto que compartía con su madre en la Feria de Plaza Francia. Militaba en la Unión de Estudiantes Secundarios (UES). Fue secuestrada a los 21 años, el 17 de febrero de 1977, de su casa ubicada en Supisiche 178, de Sarandí, Provincia de Buenos Aire, donde vivía con su compañero que se encontraba fuera del domicilio al momento del secuestro y llevada al CCDTyE “Club Atlético”. Ana María continúa desaparecida.
Adriana María Franconetti Villalaín nació el 21 de octubre de 1949. Era la mayor de los siete hermanos. Estudió en el Colegio Nacional Buenos Aires e ingresó a la carrera de Antropología de la Universidad de Buenos Aires (UBA). Escribía y hacía obras en cerámica. En abril de 1973 ingresó a trabajar en Obras Sanitarias de la Nación (OSN), donde organizó la lucha por la creación de una guardería infantil para lo-as trabajadores de OSN. En esa época empezó a militar en la organización Montoneros de Zona Norte junto a su marido Jorge Donato Calvo, quien era médico residente en el Hospital Ramos Mejía de Buenos Aires. Entre sus actividades políticas, Adriana también realizaba un trabajo de alfabetización en el barrio La Cava de San Isidro. La joven pareja tuvo dos hijas, Laura y Ana Inés.

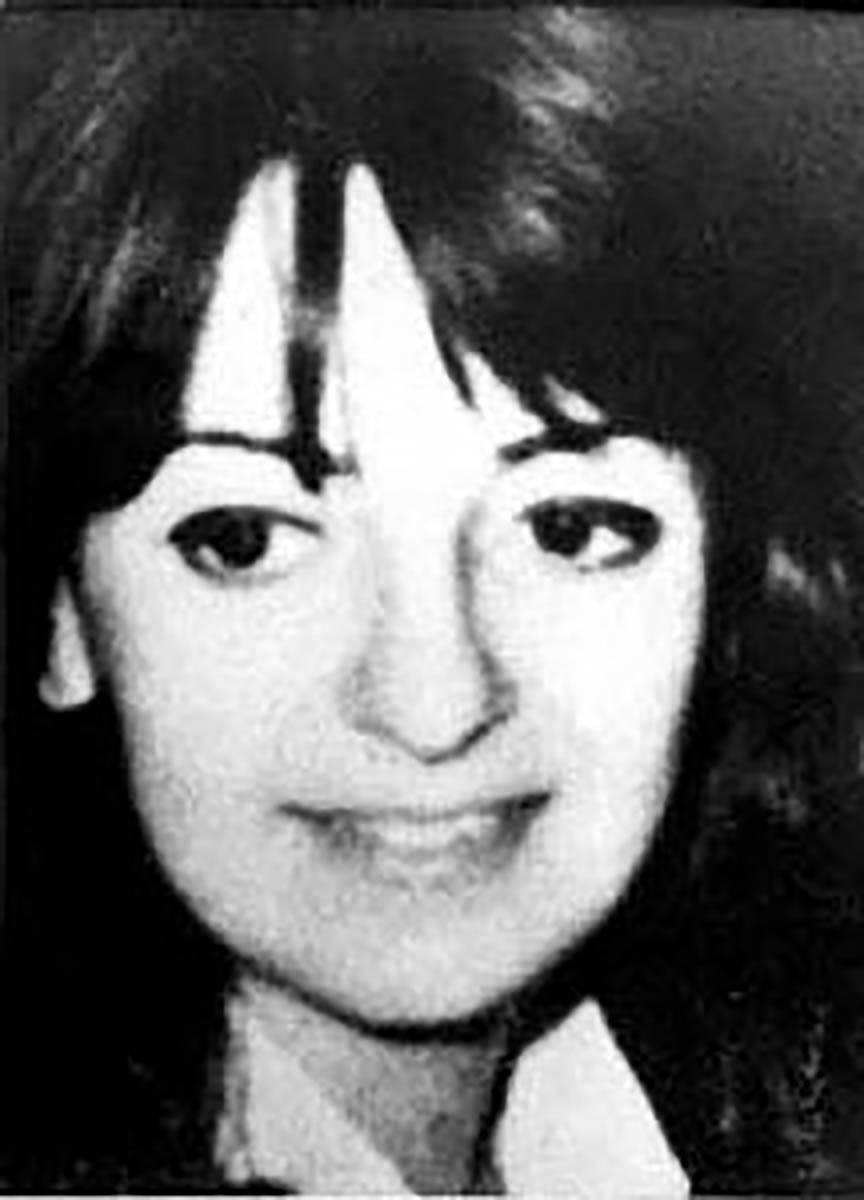
Adriana Franconetti

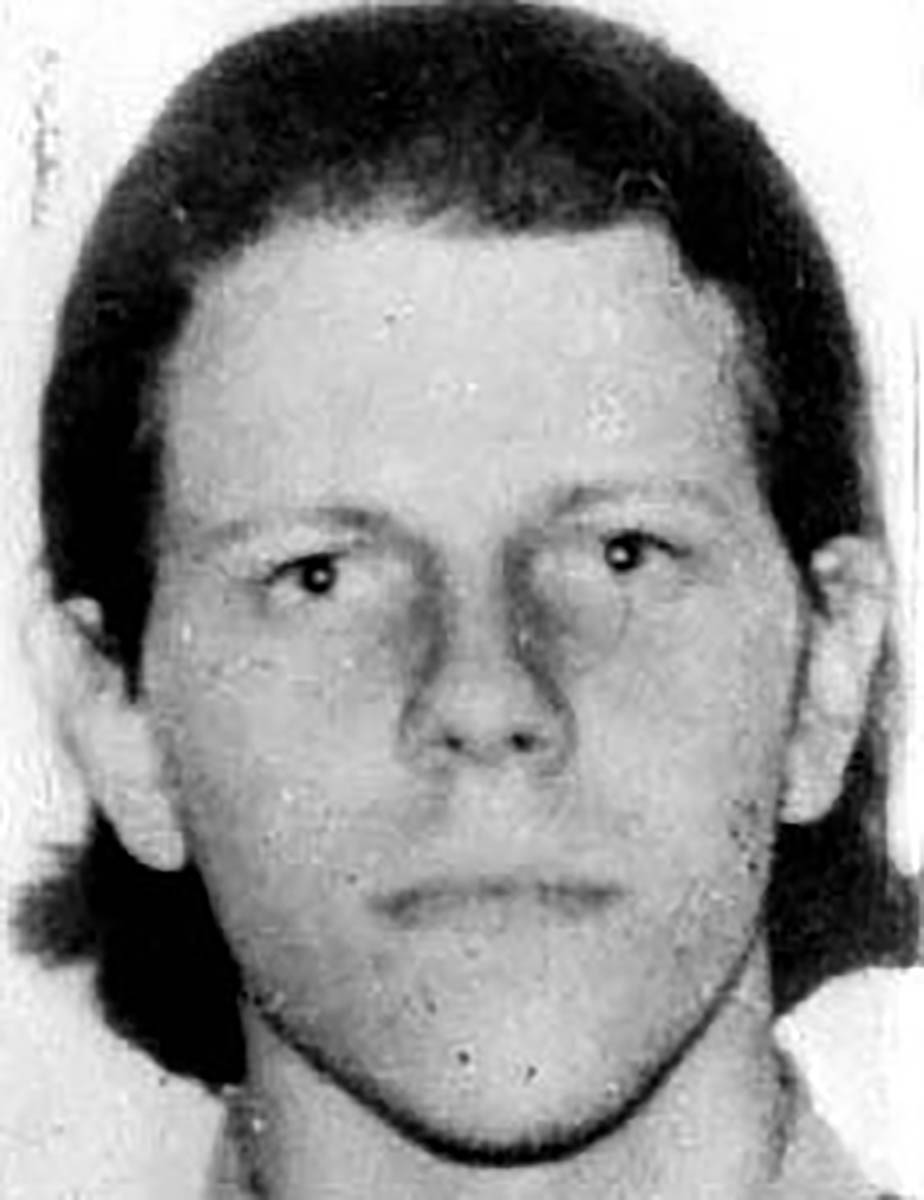
Jorge Donato Calvo

Adriana y Jorge fueron secuestrados el 11 de septiembre de 1977 mientras esperaban para entrar a una función del Cine Ritz, en Cabildo y Olleros del barrio de Belgrano, y llevados al CCDTyE de la Escuela de Mecánica de la Armada (ESMA). Ambos tenían 27 años y se encuentran desaparecidos.  

## Actividad de denuncia
Tras las desapariciones y pérdidas de sus seres queridos, la familia de Syra procuró por un lado poner a salvo a las hermanas Franconetti Villalaín y sus propias familias, tres de ellas –María Teresa, María Mercedes y María Gloria– viajaron a México y permanecieron allí por largos años de exilio, en tanto María Victoria siguió viviendo en Buenos Aires al igual que su madre. Por otro lado, e inmediatamente después de los primeros secuestros, Syra presentó habeas corpus, hizo consultas con abogados y se contactó con otras madres que también buscaban a sus hijos e hijas. Desde el primer momento buscó saber dónde estaban Ana María, Eduardo, Adriana y Jorge. La búsqueda la condujo por un largo camino que llega hasta el presente y en él, construyó archivos fundamentales para conocer la suerte de miles de personas secuestradas y para agilizar las investigaciones judiciales, cuando éstas pudieron tener lugar, una vez retirada la dictadura, y luego, ya en el siglo XXI, a partir de la anulación de las leyes y decretos de impunidad (Ley 25.779, 21/08/2003), con el reinicio de las causas penales por delitos de lesa humanidad.

## Trabajo de Recopilación de Datos (TRD)
Syra comenzó un primer trabajo de vinculación de datos acerca de personas desaparecidas con un grupo de sobrevivientes del CCDTyE “Club Atlético” en torno al año 1984. Durante el juicio a los ex comandantes (Juicio a las Juntas, 1985), Syra comenzó a tomar datos fundamentalmente de personas secuestradas, que eran mencionadas por las y los testigos de la acusación. Así empezó a confeccionar fichas de cartulina con el nombre de la persona, el centro clandestino de detención donde estuvo o fue vista y las fechas en que esto ocurrió. En esa época tomó contacto con integrantes de la Asociación de Ex Detenidos Desaparecidos, creada por sobrevivientes de algunos CCDTyE en octubre de 1984, donde participaban varios-as liberados-as de Vesubio, entre ellos, Jorge Watts y Guillermo Lorusso. El trabajo de Syra se fue complejizando a medida que se incorporaban nuevos testimonios de familiares y sobrevivientes. A mediados de la década de 1990, Syra pasó a formar parte de la “Comisión de Homenaje a las Víctimas de El Vesubio y Puente 12”, espacio en el que también participaba Jorge Watts, y desde allí consolidó su tarea de creación permanente de fuentes documentales sobre la búsqueda y reconstrucción de historias de vida de desaparecido-as y asesinado-as por el terrorismo de Estado y de los responsables de los crímenes cometidos en Vesubio y Puente 12, entre otros lugares clandestinos de detención vinculados a ese circuito represivo.

## Participación en juicios de lesa humanidad
Una vez reabiertos los juicios de lesa humanidad, Syra comenzó a participar de aquellos en los que se juzga a los responsables de las desapariciones forzadas de sus hijos, lo ha hecho en el rol de querellante y también como testigo de cargo en las etapas de instrucción y de debate oral y público.
De este modo, ha participado en el juicio denominado “Olivera Róvere, Jorge Carlos y otros”, en el que se juzgaron los crímenes cometidos por el general Jorge Olivera Róvere, quien fuera subjefe del Primer Cuerpo de Ejército, y por los jefes de área  de seguridad en que se encontraba dividida la Capital Federal durante la última dictadura, Bernardo Menéndez, Huberto Lobaiza, Teófilo Saa y Felipe Alespeite. Bajo el mando de estos militares funcionaba el CCDTyE “Club Atlético”, donde estuvieron secuestrados sus hijos Eduardo Álvaro y Ana María y su esposo Eduardo Manuel. El 23 de octubre de 2009, el Tribunal Oral Federal N°5 condenó a prisión perpetua al general Jorge Olivera Róvere y al coronel Bernardo Menéndez, y absolvió a Lobaiza, Saa y Alespeite. Más adelante, habiéndose apelado la sentencias absolutorias -con la participación como querellante de Syra Villalaín de Franconetti-, el 13 de junio de 2012, la Sala IV de la Cámara Federal de Casación Penal revocó la absolución de Huberto Lobaiza, Teófilo Saa y Felipe Alespeite y los sentenció a penas de entre 22 y 25 años de prisión.
En un juicio posterior, denominado ABO III (Atlético-Banco-Olimpo III), Syra tuvo oportunidad de testimoniar en la audiencia del día 11 de octubre de 2016, en la Sala AMIA de los tribunales de Comodoro Py; en la oportunidad relató los hechos sucedidos cuarenta años antes, el 17 de febrero de 1977, en su propia casa de Floresta, y lo que pudo reconstruir a partir de su incansable investigación de lo ocurrido con sus hijos Eduardo Álvaro y Ana María y diecinueve militantes más de la UES secuestrados en esos días y conducidos al mismo centro clandestino de detención. También brindó testimonio en esta causa su hija María Teresa. La sentencia fue dictada por el TOF N°2 en diciembre de 2017 y sin bien varios acusados recibieron condenas, otros fueron absueltos.

En la Megacausa ESMA, prestó testimonio en diciembre de 2013, relatando lo sucedido a su hija Adriana y su yerno Jorge Calvo, quienes fueron vistos en el CCDTyE de la ESMA. La declaración expuso una vez más la violencia y destrucción ejercida contra una familia de estudiantes, trabajadores y profesionales con inquietudes políticas y compromiso social:
“Los dos fueron excelentes alumnos, fueron alumnos brillantes, eran personas inteligentes, preocupadas por la realidad y deseosos de promover una igualdad de oportunidades para todos. Era un momento en que en toda América latina despertaban movimientos populares. Y ellos estaban inmersos en ese deseo colectivo de transformación de la sociedad.” Desde Montoneros trabajaron en una serie de barrios populares, desde San Fernando hasta Carupá, que hoy ya no existen, dijo. “Todo eso fue loteado y urbanizado, ayudaron a los que allí vivían a organizarse para pedir la luz, el asfalto, las cloacas, el aguacorriente, una guardería, una salita de primeros auxilios. Al mismo tiempo se dedicó mi hija  a hacer trabajos de alfabetización y de ayuda escolar y Jorge trabajó en el área de Sanidad.” Declaración de Syra Villalaín de Franconetti en el Juicio ESMA III, diciembre de 2013. 

#### Presentación en la Audiencia Nacional de Madrid
Como parte de su búsqueda de justicia, Syra sumó sus denuncias y testimonio a la presentación judicial realizada en Madrid, en 1998, ante la Audiencia Nacional de España, en momentos en que en Argentina se encontraban clausuradas todas las formas legales de obtener justicia, fruto del proceso de impunidad promovido por las Leyes de Punto Final (1986), Obediencia Debida (1987) y de los Indultos generalizados de 1989 y 1990.

## Los recordatorios en el diario Página 12

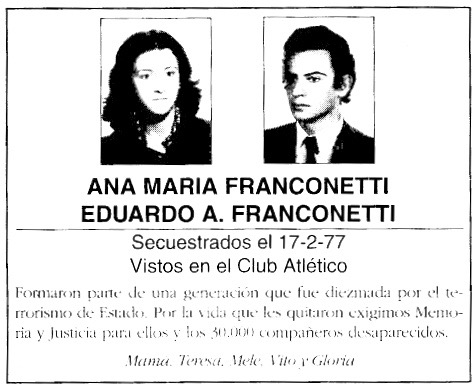
Recordatorios publicados en el diario Página12

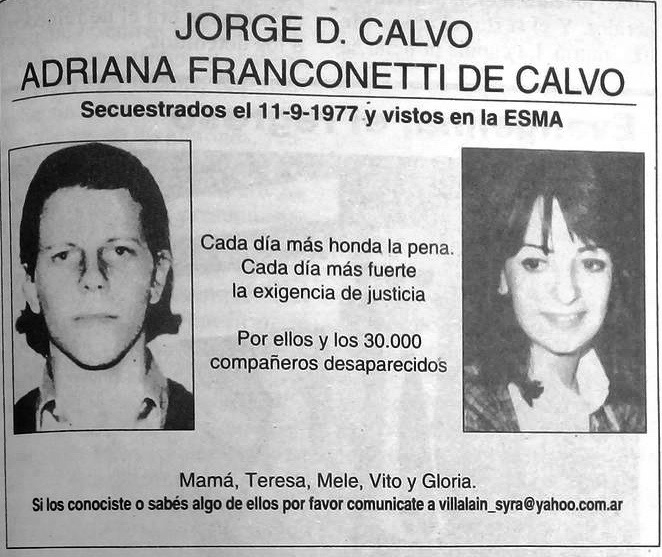

A mediados de los años 90 del siglo XX, comenzaron a publicarse recordatorios de las personas desaparecidas por el terrorismo de Estado en el diario Página 12, una práctica de memoria que continúa hasta el presente en la misma publicación. Los recordatorios se publican en la fecha aniversario del secuestro o asesinato de la/s personas evocadas, cuenta con su nombre, datos personales, circunstancia de su secuestro. También expresa el sentimiento de familiares y compañero-as de los desaparecidos y se acompaña, la mayoría de las veces, de una foto cercana a la fecha de desaparición. Entre otros efectos sociales de estos recordatorios públicos se encuentra el de lograr tender lazos entre testigos, amigos, compañeros, familiares de las personas victimizadas y de este modo, avanzar en el conocimiento de la verdad sobre lo ocurrido y  en las acciones de reparación histórica y justicia que le corresponden. El trabajo de Syra en las fichas, en los TRD y en las planillas digitalizadas es un insumo fundamental para la publicación de estos recordatorios, ya que los datos son revisados en cada nuevo aniversario por si ha habido cambios o es necesario modificar información anterior.

## Reparación histórica en Filosofía y Letras de la UBA
Syra participó del acto de reparación histórica que el 6 de mayo de 2011 realizó la Facultad de Filosofía y Letras para con las personas victimizadas por el terrorismo de Estado que formaron parte de la comunidad educativa, entre ellas Adriana Franconetti, quien estudió Antropología. El acto consistió en la entrega de la copia digital y en papel de la documentación de lo-as detenidos desaparecido-as que están en el archivo de la Dirección de Alumnos y de Personal de la Facultad, a la cual se accedió a través del relevamiento llevado adelante por la Cátedra Libre de Derechos Humanos de Filosofía y Letras. Al recibir el legajo de su hija, dijo 

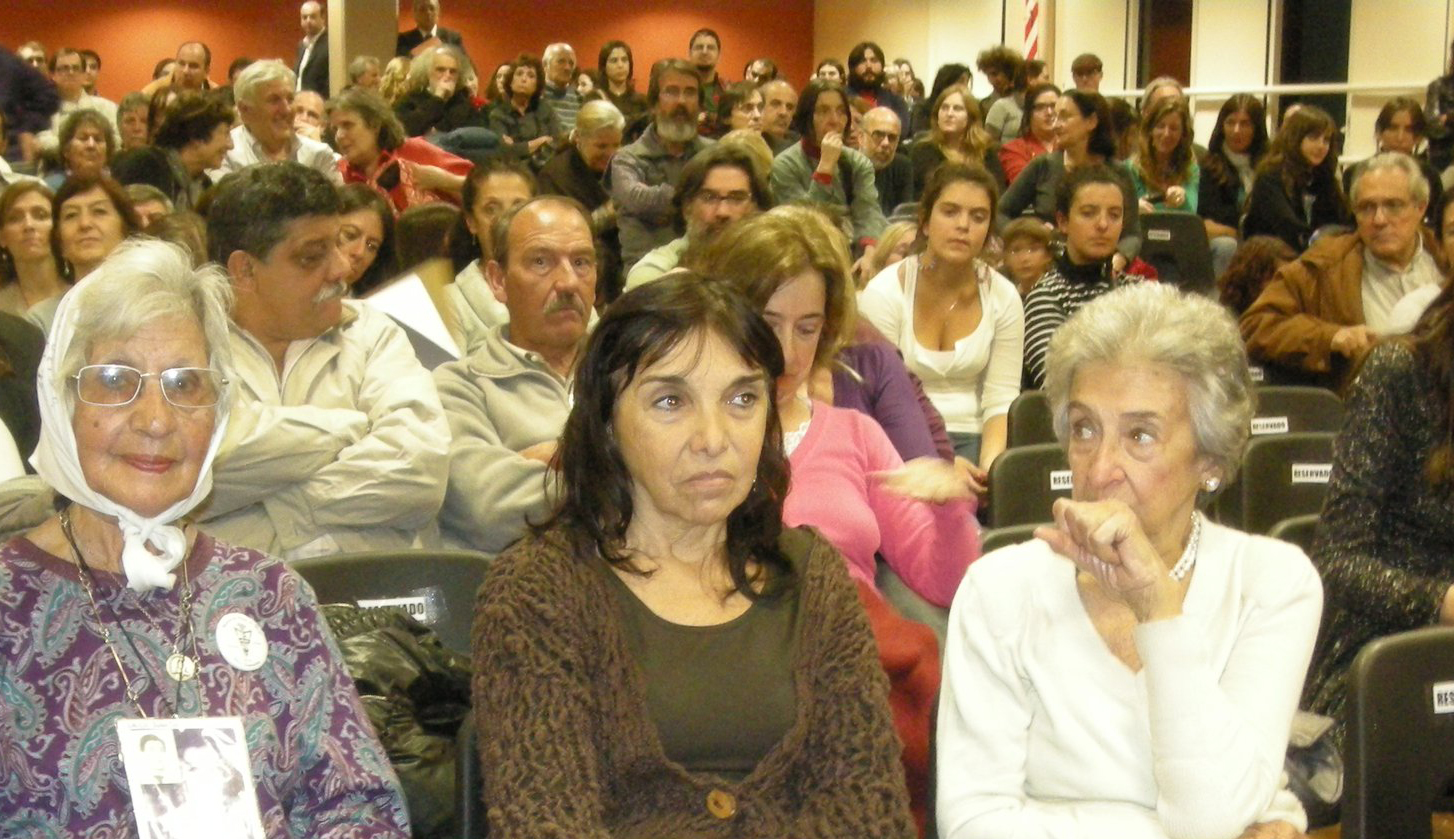
Syra en Filosofía y Letras, UBA.

“Creo que el trabajo que mi hija hizo como alfabetizadora no fue solamente enseñar a leer y escribir. Fue también esclarecer conciencias, enseñar el derecho que todos tenemos a hacer valer nuestros derechos. Y no fue un destino cruel lo que llevó a la aniquilación de tantas voluntades, sino seres con nombre y apellido, con uniforme y de traje, que utilizaron todos los medios a su alcance para implementar una política de eliminación masiva y para no perder privilegios perversamente adquiridos. Gracias por este acercamiento. Están registradas las materias que cursó, cómo fue calificada, ¡está la planilla de inscripción escrita por ella misma!” Syra Villalaín de Franconetti 

## Madre nutricia de la Comisión Vesubio y Puente 12
Su fundamental trabajo de recopilación de datos la ha llevado por más de cuarenta años a la búsqueda e investigación en archivos de otros organismos de derechos humanos, dependencias del Estado como secretarías de derechos humanos nacionales y provinciales, juzgados y espacios de memoria. Así mismo, ha sido clave para la obtención de esas informaciones y para que éstas fueran brindadas a otras personas y en los estrados judiciales, el establecimiento de lazos con familias y ex detenido-as desaparecido-as. La personalidad atenta y cuidadosa de esta luchadora ha permitido generar vínculos afectivos muy necesarios para la apertura a testimoniar por parte de familias, compañero-as de militancia y sobrevivientes. Ese vínculo de unidad y su clara determinación en la concreción de objetivos de memoria y justicia le ha valido el reconocimiento de lo-as integrantes de la Comisión Vesubio y Puente 12 –quienes la denominan Alma Mater de la Comisión– y de otros organismos y personas comprometidas con la vigencia de los derechos humanos. Siempre ha resultado notable el hecho de que su dedicación incansable al conocimiento de la verdad y a la consecución de justicia para con los crímenes del terrorismo de Estado se exprese y realice a través de una comisión que trabaja en base a lo ocurrido en centros clandestinos de detención donde no estuvieron detenidos clandestinamente ninguno de sus hijo-as. Aunque su esfuerzo por saber de ellos no ha cesado en décadas de actividad, esto habla de su concepción solidaria y comprometida con la dignidad del ser humano más allá de pertenencias partidarias o familiares.

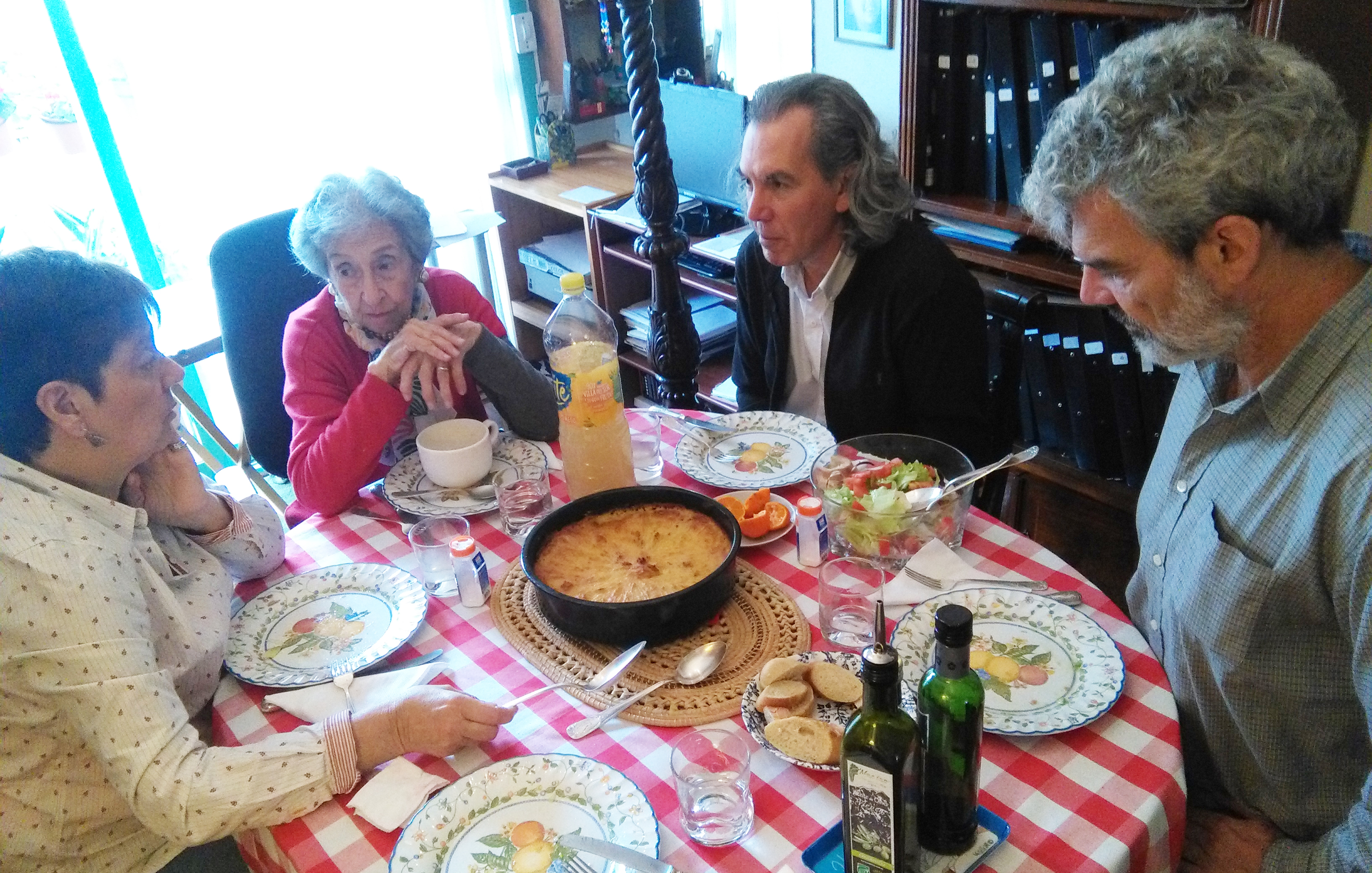
Syra con Cristina Comandé (sobreviviente del CCDTyE Puente 12), Pablo Llonto (Abogado de la Comisión Vesubio y Puente 12) y Maco Somigliana (Equipo Argentino de Antropología Forense - EAAF)

“Siempre seguí buscando a mis hijos. Después la tarea de todas las madres se sociabiliza y se actúa en equipo, aunque yo trabajé sola por mi modo de ser y porque no estaba de acuerdo en muchas cosas. Con el tiempo me dediqué a la búsqueda de cualquier desaparecido, no me limité a los que eran del Atlético o de la ESMA. Empecé a ir a la Secretaría de Derechos Humanos y llegué a hacer un trabajo de investigación y archivo ordenado, al igual que tantas madres, como Adelina de Alaye en La Plata, que donó su archivo. Chicha Mariani tiene su archivo extraordinario también y el trabajo de Nora Cortiñas es para el Premio Nobel.”  Syra Villalaín de Franconetti 

## Distinciones

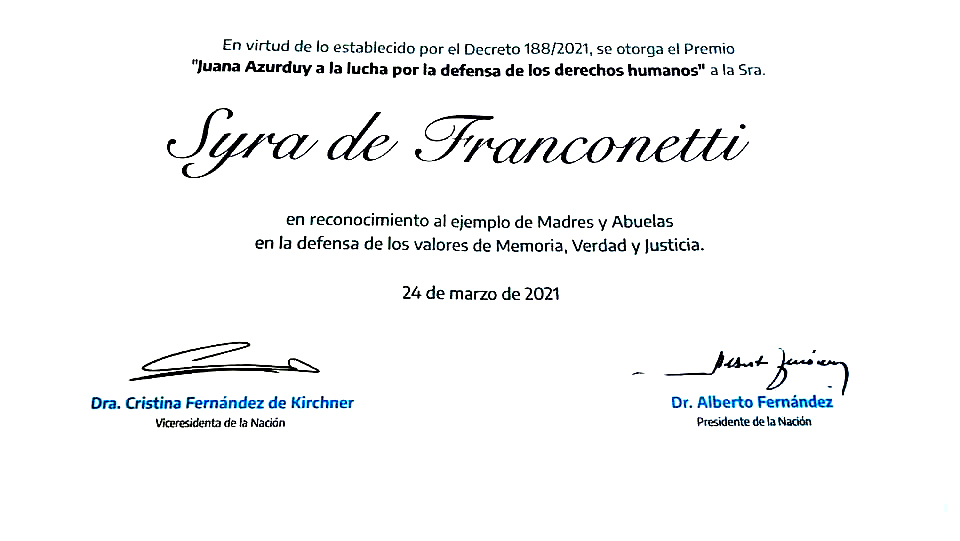
Detalle del Premio

Premio "Juana Azurduy a la lucha por la defensa de los derechos humanos" a Syra Villalain de Franconetti otorgado por el Presidente de la Nación Argentina Alberto Fernández y la vicepresidenta Cristina Fernández de Kirchner 24 de marzo de 2021

## Actualidad

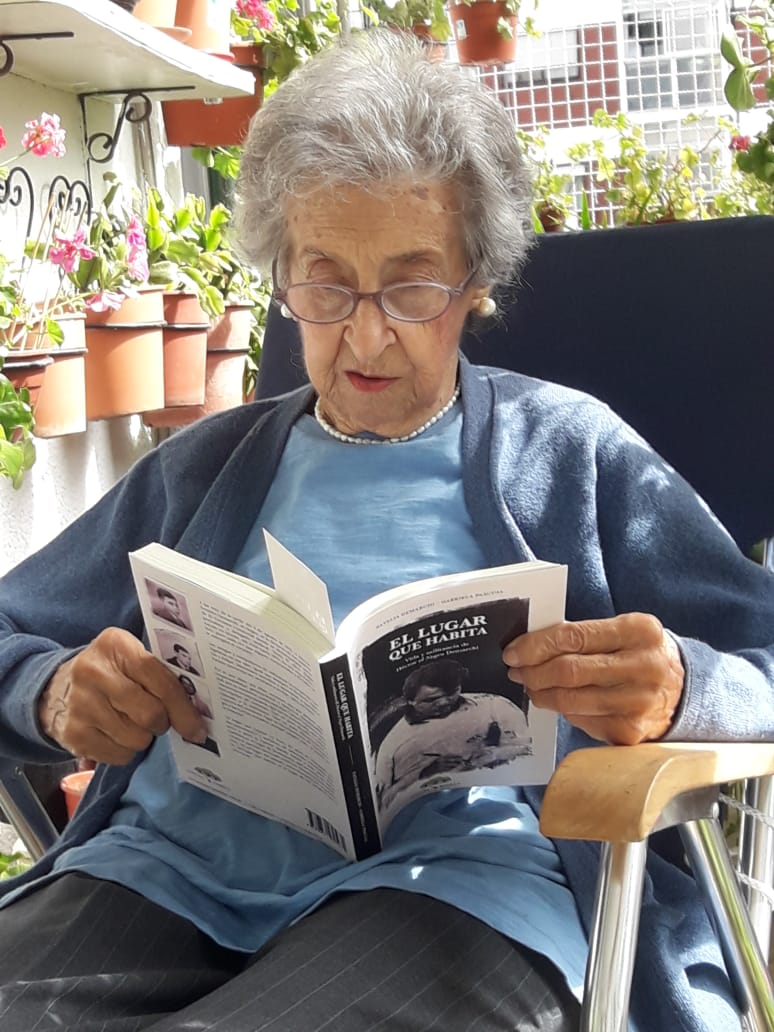
Syra en abril de 2021 lee "El lugar que habita", libro sobre la vida y militancia del periodista Héctor Demarchi, desaparecido y visto en el CCDTyE Puente 12.

Habiendo tenido 7 hijos, 7 nietos y 6 bisnietos, con sus 95 años, Syra participó activamente de las reuniones, tareas y decisiones de la Comisión Vesubio y Puente 12. Aunque limitada en su movilidad física, siguió investigando, incorporando datos al archivo de esta Comisión y aportando a los juicios de lesa humanidad en curso. Durante la pandemia de la Covid-19, siguió las audiencias orales y públicas por vía virtual, y lo mismo ocurrió con su participación en las reuniones quincenales de la Comisión que integra, realizadas a través de plataformas virtuales.

## Referencias

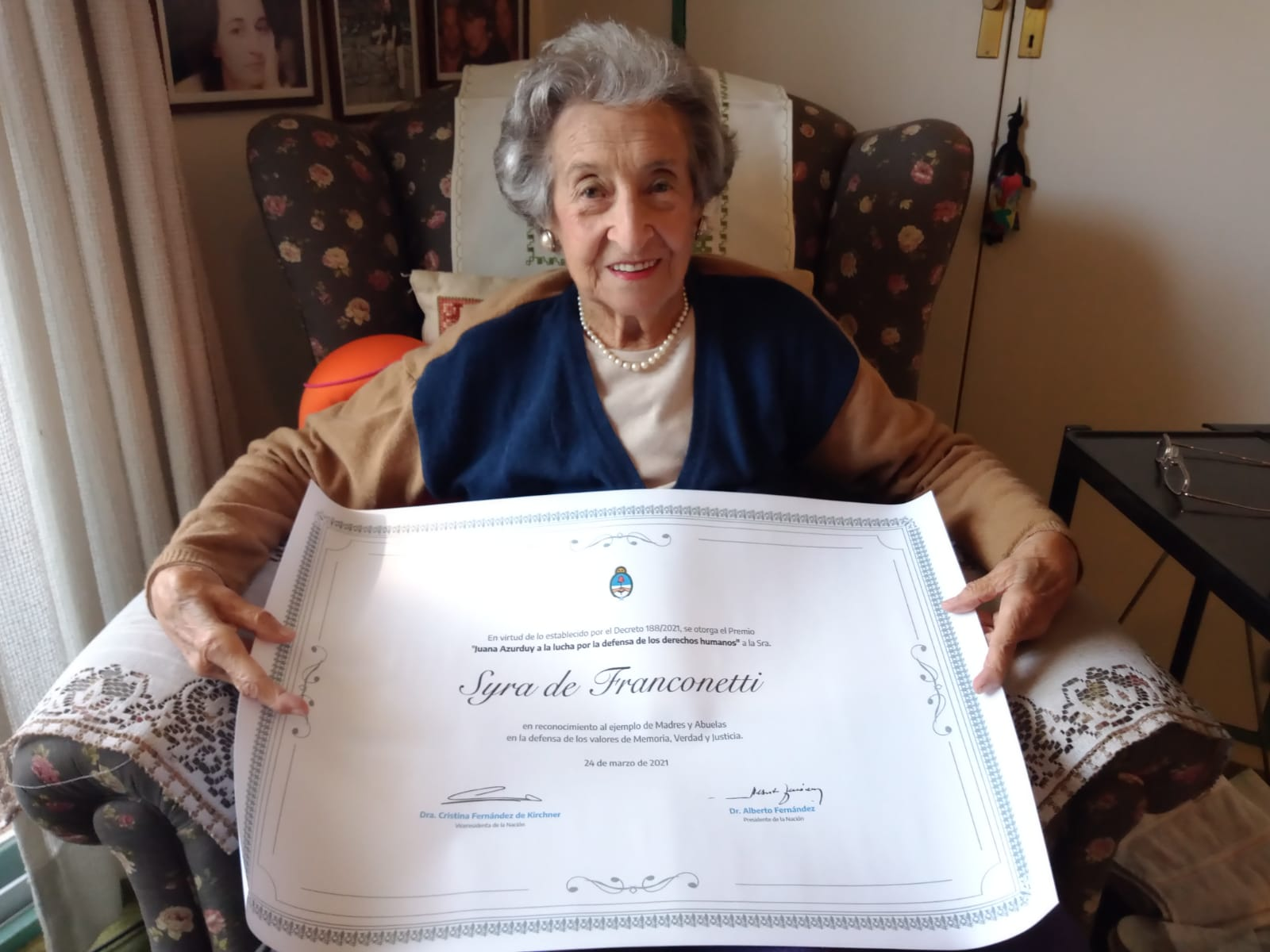
Syra en su casa con el Premio Juana Azurduy